# فرجينيا بيل
فرجينيا بيل (بالإنجليزية: Virginia Bell) هي قاضية ومحامية أسترالية، ولدت في 7 مارس 1951.